# Julien Van der Plaetsen

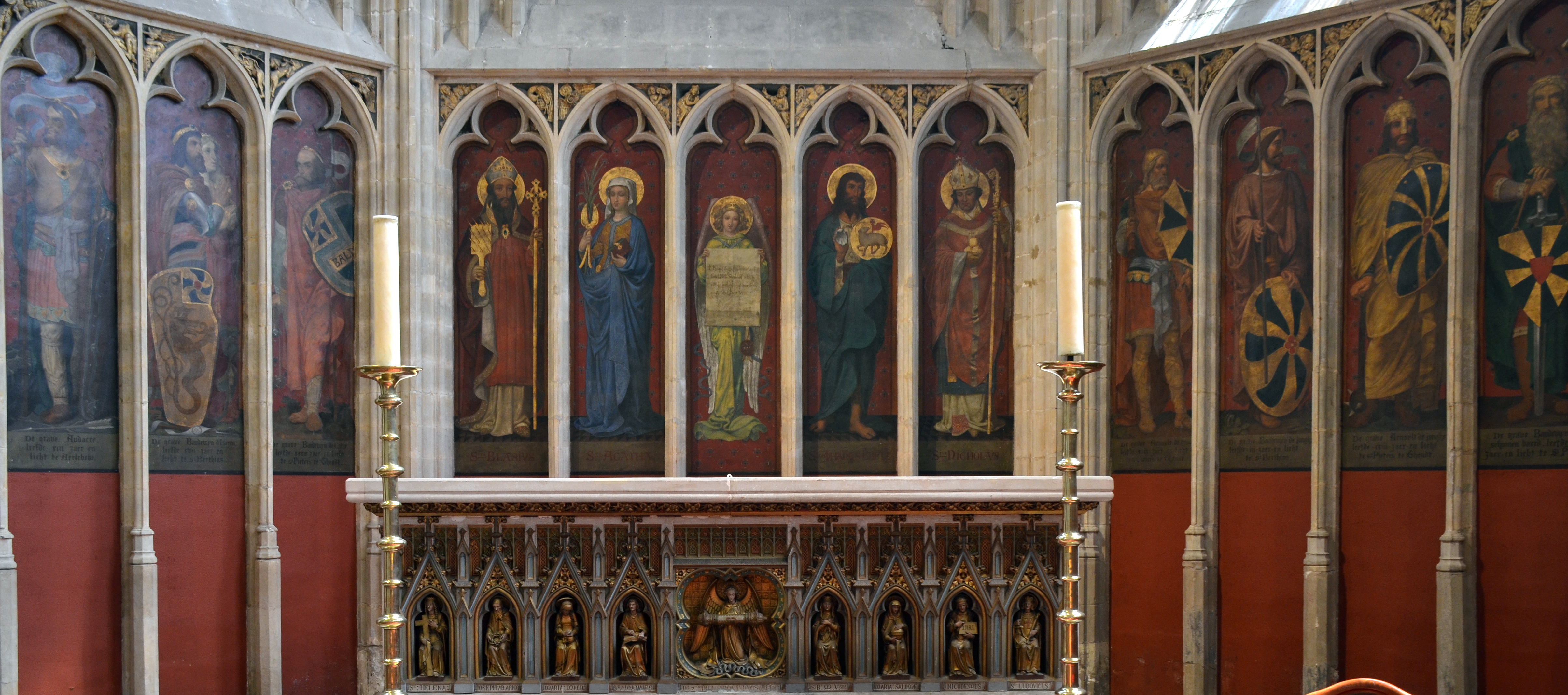
Gravencyclus in de Gravenkapel (Kortrijk)

Julien Bernard Van der Plaetsen (Gent, 24 februari 1837 – Ukkel, 30 juli 1877) was een Belgisch monumentaal en decoratief schilder.
Hij was een leerling van zijn vader Jan Van der Plaetsen en volgde les aan de Gentse en vervolgens Brusselse kunstacademie. In 1857 stierf Van der Plaetsen senior en volgde zijn zoon hem op als leraar aan de academie van Brussel, waar hij ook naartoe verhuisde.
Als kunstenaar wordt hij vooral herinnerd door zijn romantisch-historiserende restauraties, feitelijk herscheppingen. Voor de Brusselse Zavelkerk herschilderde hij de laatgotische heiligenfiguren die in 1859 waren aangetroffen in 28 blindnissen achter het koorgestoelte. In de Gravenkapel van de Kortrijkse Onze-Lieve-Vrouwekerk restaureerde hij op gelijkaardige wijze de beschadigde gravencyclus die in 1858 was herontdekt onder het witsel. Voor dezelfde kerk schilderde hij ook een monumentale Triomf van Christus.